# تارگا، قصور
تارگا (به انگلیسی: Targa) یک منطقهٔ مسکونی در پاکستان است که در پنجاب واقع شده‌است. تارگا ۱۹۳ متر بالاتر از سطح دریا واقع شده‌است.